# 美國醫療改革
美國醫療改革（英語：Healthcare reform in the United States）歷史悠久。改革建議經常被提出，但少有達成者。 而一項有里程碑意義的改革在2010年完成，並頒布兩項聯邦法案：在2010年3月23日簽署的《患者保護與平價醫療法案》（PPACA），以及《2010年醫療衛生與教育和解法案》(H.R. 4872)，修訂PPACA中部分條文，在2010年3月30日成為法律。
對美國醫療系統新的改革建議仍繼續被提出，其中值得注意的有單一支付者醫療衛生系統，和減少按服務收費的方式。根據PPACA設立有一個新的機構，即聯邦醫療保險和聯邦醫療補助創新中心（簡稱CMS創新中心），目的在透過前導項目的實驗來對改革建議作研究。

## 改革歷史
以下是在美國國家階層上改革的成就摘要。有關努力過但未成功、在各州階層上的努力、原住民部落服務，以及更多詳細信息，請參閱美國醫療衛生改革歷史。
- 1965年，林登·詹森總統頒布聯邦醫療保險（Medicare）立法，涵蓋針對老年人的住院費用（A部分）和補充醫療保險（B部分）。這立法還引入聯邦醫療補助（Medicaid）計劃，Medicaid核准聯邦政府提供部分經費，用於補助窮人的醫療費用，這個計劃由各個州自行管理，州和聯邦政府共同提供經費。[6][7]
- 1985年的《1985年綜合預算和解法案（英语：Omnibus Budget Reconciliation Act of 1985）》（COBRA），修訂《1974年僱員退休所得安全法案（英语：Employee Retirement Income Security Act of 1974）》（ERISA），讓一些僱員在離職後，繼續擁有醫療保險。[8]
- 1996年的《健康保險便利和責任法案》（HIPAA）不僅讓工人及其家庭在更換工作或失去工作時有醫療保險保護，還讓醫療保險公司涵蓋被保險人的既有身體狀況，也就是說，如果被保險人在購買保險之前已診斷出有這種情況，保險公司必須在患者連續投保一年後開始涵蓋這種風險。如果目前的保單已經涵蓋這個風險，則由於工作變動等原因而產生的新保險單，也必須立即涵蓋。[9]
- 1997年的《1997年平衡預算法案（英语：Balanced Budget Act of 1997）》引入兩個新的重要Medicare計劃，即Medicare的C部分（又稱 Medicare Advantage）和州兒童醫療保險計劃（英语：State Children's Health Insurance Program）（SCHIP）。C部分把長期存在示範性的“管理式醫療護理”（例如健康維護組織（HMO）等正式化，SCHIP之建立，是用來向收入落在聯邦貧困標線200%或以下區塊的家庭提供兒童醫療保險。在綜合法律範圍內，對Medicare的A部分和B部分中的按服務收費，以及Medicaid的"資格"做更改，以及增添服務項目，並修改食物券和其他聯邦計劃。[10]
- 2000年，由於國會擔心根據1997年平衡預算法案，醫療衛生提供者將停止提供服務，國會透過《Medicare，Medicaid，和SCHIP改善和保護法案（BIPA）》，把某些預算削減有效地制止。
- 2003年，透過《醫療保險處方藥，改良和現代化法案（英语：Medicare Prescription Drug, Improvement, and Modernization Act）》（也稱為《醫療保險現代化法案》或簡稱MMA），在《Medicare》中引入針對自我管理處方藥的補充自選保險，顧名思義，這也把《聯邦醫療保險法案》的其他三個既有部分（即A、B及C部分）做修正。
- 2010年頒布《患者保護與平價醫療法案》，簡稱為PPACA或ACA，又稱為Obamacare（歐巴馬健保），包括以下條款：[3]
  - 多年分階段引入全面的強制性醫療保險改革，目的在消除“醫療保險公司的一些最壞的做法”—既有身體狀況篩選和保費調整、在患者病情迫在眉睫時的技術性取消保單，及年度和終生保障的限制。
  - 創建具有三級標準保險覆蓋的醫療保險市集，讓消費者可做同比比較，以及一個在網路上運作的醫療保險市集（也稱醫療保險交易所（health insurance exchange）），消費者可在其中比較價格，和購買保險計劃。
  - 要求保險公司全面涵蓋某些預防醫學保險
  - 為未投保人創建高風險資金池
  - 企業為僱員提供保險所繳保費的稅收抵免
  - 創建保險公司費率審查程序（請參考患者保護與平價醫療法案保險費率審查計劃（英语：Affordable Care Act Health Insurance Rate Review Program）英文版ACA Rate Review Program Provisions）
  - 允許家屬同樣受到保險覆蓋，直到26歲為止
  - 設定直接醫療費用支出與保費收入之間的最低理賠比率，促使保險公司間作價格競爭
  - 成立患者投保結果研究所（英语：Patient-Centered Outcomes Research Institute），做比較效益研究，經費由保險公司根據每張保單提供
  - 允許生物治療用藥的通用名藥物製造，特別是允許新開發的生物治療用藥在20年專利期過後，可再延長12年
  - 在1997年、2000年和2003年數度修改，改變聯邦醫療法案中的規定，並進一步擴大Medicaid受惠者的資格（這些擴大，後來由最高法院裁定，讓各州自行決定）
  - 探索一些目的在提高激勵，用以提供優質和協作式護理的計劃，例如盡責護理組織（英语：accountable care organizations）。成立CMS創新中心，提供經費用來對降低成本的前導計劃做實驗；[11]實驗涵蓋幾乎所有醫療專家倡導的想法，但醫療失職行為/侵權行為改革（英语：tort reform）兩項除外。[12]
  - 要求減少因為再入院而花費過多的醫療保險報銷，最終把醫生的Medicare報銷與護理品質指標做連結。
- 2015年，透過《2015年醫療保險取得和兒童醫療保險重新授權法（英语：2015 The Medicare Access and CHIP Reauthorization Act）》（MACRA）對許多Medicare B部分的報銷，以及SCHIP的擴展，做出重大更改
- 2017年，唐納·川普宣誓就任總統，簽署第13765號行政命令（英语：Executive Order 13765），以期廢除《PPACA》，這是他的競選承諾之一。《2017年美國保健法案》在眾議院獲得通過，並送進參議院討論，但尚未經表決。川普總統簽署13813號行政命令（英语：Executive Order 13813），允許保險公司出售覆蓋面較小，低成本的短期保險計劃，使小型企業能夠集體購買團體醫療保險，並放寬醫療儲蓄帳戶（英语：Health savings account）在租稅上的限制。

## 動機

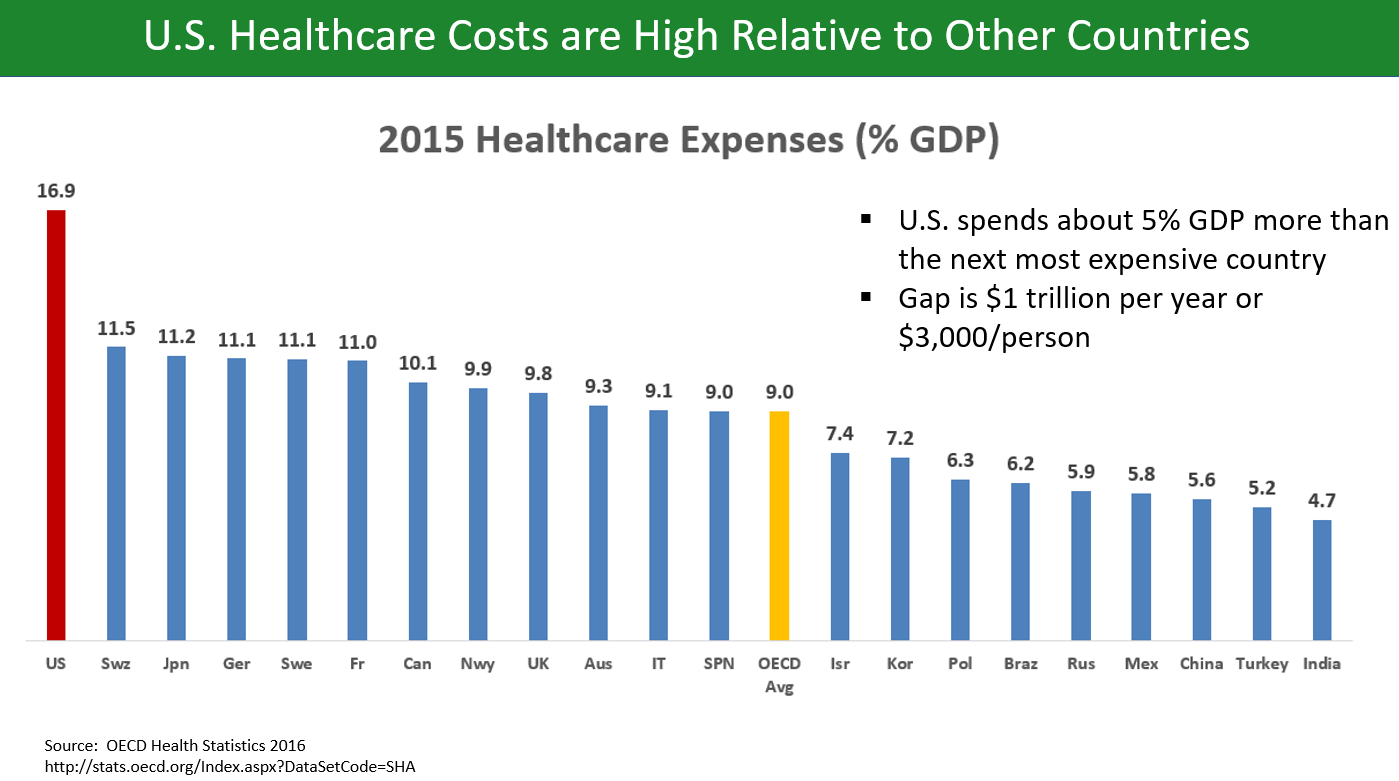
條形圖，比較經濟合作與發展組織（OECD）各國的醫療衛生成本佔GDP百分比

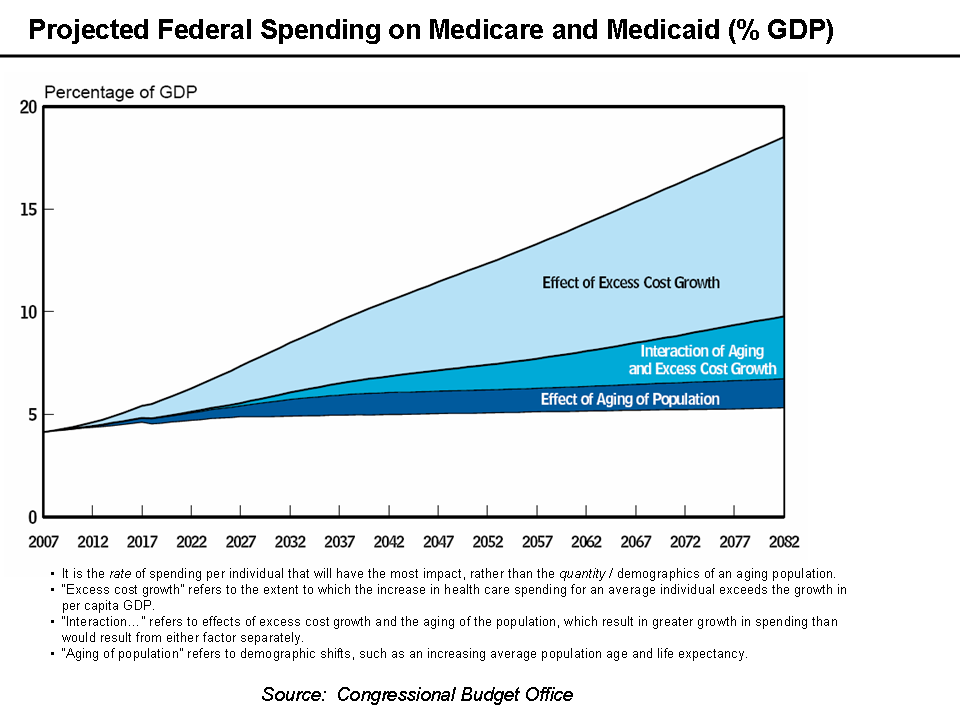
美國Medicare和Mediaid佔GDP的百分比（資料來源：美國國會預算辦公室（CBO））

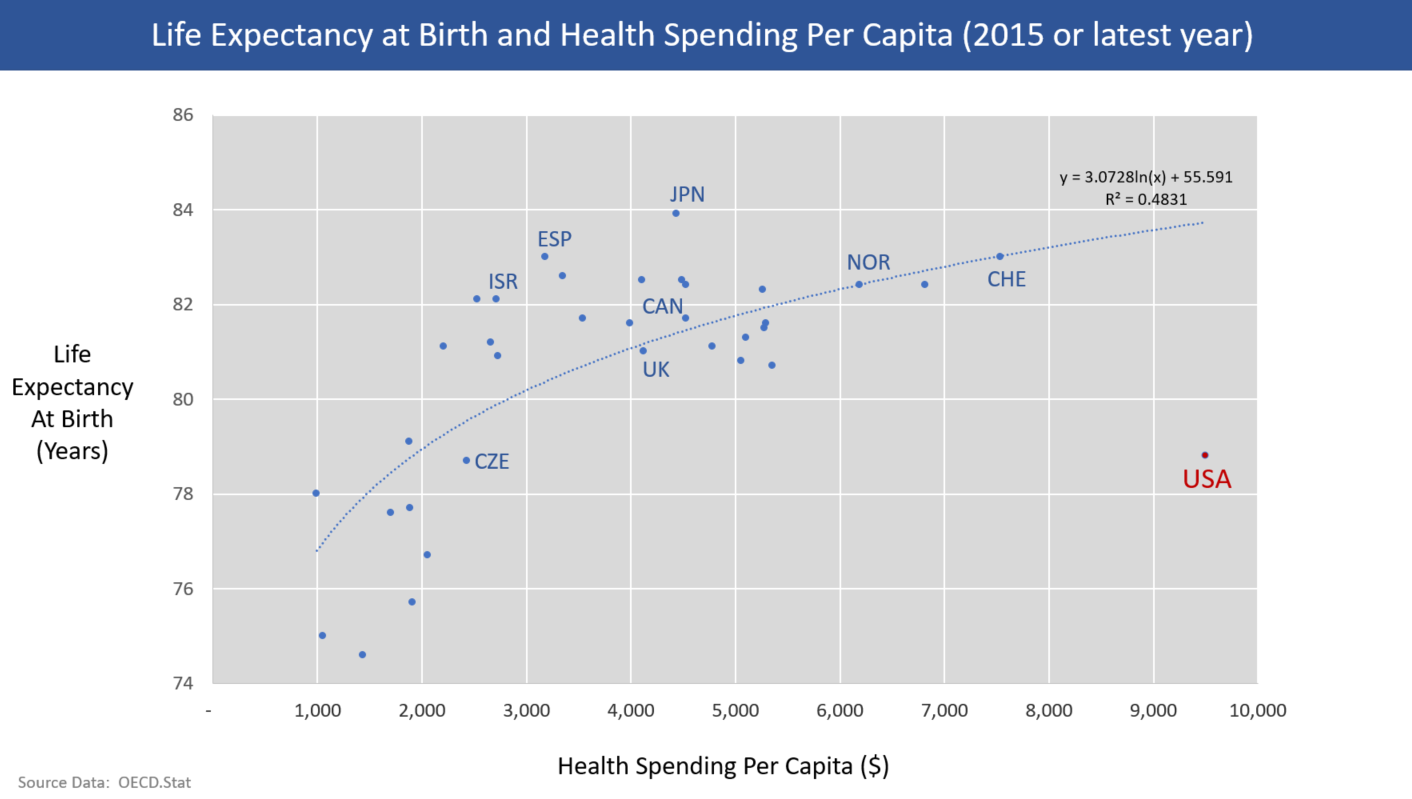
圖表，顯示在2015年，OECD各國人出生時的預期壽命，以及平均每人每年在醫療衛生上的花費，美國的是一個統計學上的離群值，花費高，預期壽命遠低於OECD各國的平均值。

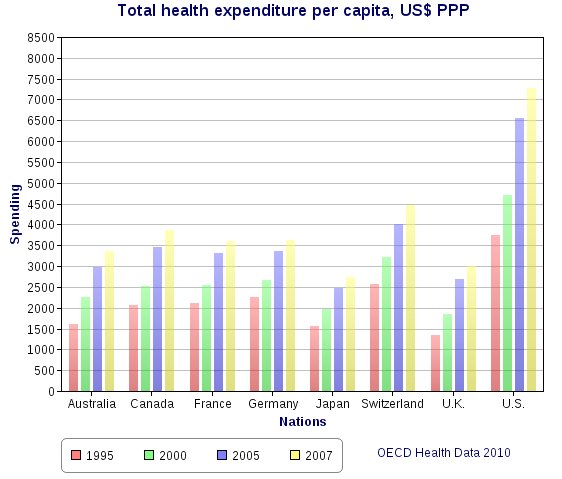
第一世界國家在醫療衛生上的費用，以經過購買力平價指數調整後美元計價。

在醫療系統#國際間比較中可看出，美國的人均醫療衛生花費比其他已開發國家高，但在各種健康指標上卻低於這些同類國家，這表明有效率低下和浪費的情況。此外，美國存在嚴重的保險涵蓋不足，及因人口高齡化，其社會保險計劃中的Medicare和Medicaid（Mediaid為老年貧困者提供免費的長期護理）即將有財源不足以償還負債的情事。這些問題對財政和人口的衝擊，促使改革建議的產生。2015年，美國的醫療衛生費用約為3.2兆美元，平均人均支出接近 10,000美元。主要支出類別包括住院護理（32％）、醫生和臨床服務（20％）和處方藥（10％）。2016年，美國的成本遠高於其他OECD國家，佔國內生產總值（GDP）的17.2％，而第二高的國家（瑞士）的則為GDP的12.4％。從規模上看，5％的GDP差異代表約為1兆美元，或者是人均3,000美元。導致美國與其他國家/地區成本差異的許多原因有：私人保險系統加上多個支付者流程，導致行政成本較高、相同的產品和服務，但成本較高、較高數量的服務/較昂貴的服務、較多使用較昂貴的專科醫事人員、對高齡重病者做積極治療（相對於使用安寧緩和醫療）、缺乏政府對定價的干預，以及高收入者對醫療衛生的更多需求。醫療衛生費用是驅動醫療保險費用上漲的根本因素，對數百萬家庭的負擔能力而言已形成挑戰。現行的法律（PPACA）和共和黨的替代方案（2017年美國保健法案）是否有能力應對成本的挑戰，仍有爭議。根據2009年世界銀行的統計數據，相對於其本身的經濟規模（GDP），美國的醫療衛生費用是世界最高，但是估計仍有5,000萬公民（約佔2011年9月估計的3.12億人口的16％）沒有醫療保險覆蓋。2010年3月，億萬富翁華倫·巴菲特評論說，美國公司為員工支付的高昂醫療衛生費用，讓他們處於競爭劣勢。

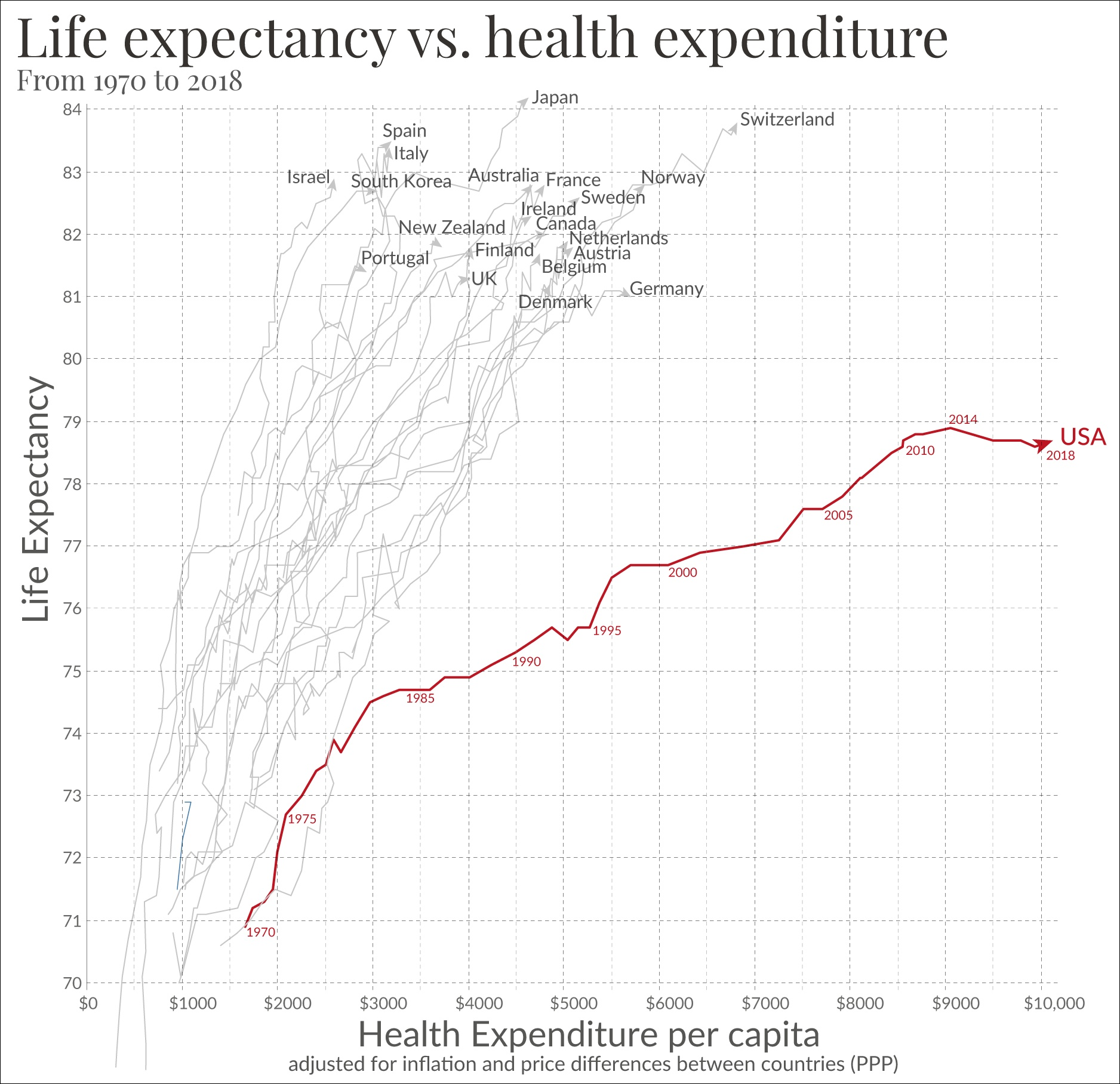
從1970年到2008年間，美國以及其他19個最富有的國家，預期壽命和在醫療期衛生花費的關係圖。

此外，估計有7,700萬嬰兒潮時期出生的人即將到達退休年齡，再加上人均醫療費用每年顯著增加，這會給美國各州和聯邦政府帶來巨大的預算壓力，尤其是在Medicare和Medicaid支出方面。要維持美國聯邦政府的長期財政健康狀況，在很大程度上要靠醫療衛生費用能受到控制。

### 保險成本和可用性
此外，提供醫療保險的雇主數量有所下降，而雇主負擔的醫療保險費用則在上升：根據凱撒家庭基金會的資料，在2001年至2007年之間，家庭保險費用增長78％，而工資僅增長19％，物價上漲為17％。即使是對於那些受僱的人，他們的私人保險的保險覆蓋範圍也大不相同。聯邦基金會在《健康事務》期刊上發表的一項研究估計在2003年，美國有1,600萬成年人的保險不足。與那些有足夠保險的人相比，保險不足的人放棄醫療保險的可能性會更大、因為高額醫療費用而宣告破產，以及在處方藥費用的保險覆蓋上不足。這項研究發現低收入的人口會受到保險不足的嚴重影響—低收入人口中有73％的人保險不足，這些人年收入落在低於聯邦貧窮標線的200％區塊。然而，凱撒家庭基金會在2008年發表的一項研究發現，在2007年，典型大型雇主提供的首選提供者組織（PPO）保險計劃的福利，比《Medicare》或《聯邦僱員醫療福利計劃》更為慷慨。衛生事務期刊對美國人在醫療保險覆蓋範圍不一致的後果所作的一項研究，得到的結論是，有一半的個人破產案例和醫療費用有關，但有人對此表示質疑。醫療保險不足會有致命的後果。2009年哈佛大學發表在《美國公共衛生雜誌》上的一項研究發現，由於缺乏醫療保險，美國每年有44,800超額死亡案例。更廣泛地說，在一項1997年所做的分析估計美國因缺少醫療服務而死亡的總人數（無論有保險或無保險）約為每年100,000人。對麻薩諸塞州全民醫療衛生法案（於2006年生效）的影響所作的研究發現，20-64歲的群體中死亡率下降3％，每830名有保險的人中有1人死亡。其他研究，就像2008年在俄勒岡州，向接受Medicaid的低收入人口所做的隨機分配研究，結果並未發現死亡率有變化。保險費用成本一直是美國醫療體系改革的主要動機，並且針對保險費用高的原因，以及如何補救，有許多不同的解釋被提出。在醫療改革中的一項批評和動機則是針對醫療產業綜合體的發展。這與醫療衛生改革的道德論點有關，醫療衛生被界定為一種社會利益，從根本上講，認為根據人們的經濟地位而剝奪他們的醫療衛生利益是不道德的。為應對醫療產業綜合體問題而進行的醫療改革，背後的動力還有社會不平等問題，以及促進醫療而非促進預防醫學的問題。所謂的醫療產業綜合體，是醫療保險公司，製藥公司等組合成的網絡，這個綜合體對美國保險市場的複雜性，以及政府與彼等行業之間的微妙界限間發揮著作用。同樣的，保險市場在資本主義，自由市場模式下，綜合體進行推廣醫療解決方案，以維持這個醫療產業的運作，而非推動預防性醫療措施，也受到批評。對醫療保險倡導運用市場競爭的論點（包括格羅斯曼醫療保險需求模型），是以理想競爭模型為基礎，但其他人對此有所批評，認為從根本上講，這意味著社會經濟水平的較高人，會獲得更高品質的醫療服務。
未投保率
隨著PPACA的實施，美國的未保險率大幅下降。這是由於擴大獲得Medicaid、補貼保險、防止保險公司限定投保者資格，以及執行個人強制納保命令—要求公民購買醫療保險或者支付罰款的結果。在一項研究中，比較PPACA在2014年全面實施之前和之後的影響，結果顯示，少數種族和族裔比白人受益更多，其中許多人獲得保險涵蓋，而得以受到醫療服務，他們全面的健康情況得以改善。2014年6月，蓋洛普進行一項調查，發現未保險率正在下降，2014年美國未保險成年人的比例為13％，與2014年1月的17％相比，大約有1,000萬至1,100萬人在這段期間取得保險的覆蓋。這項調查還發現每個主要群體在獲取醫療保險方面都有進展。然而，在所有種族或族裔群體中，未保險率最高的西班牙裔美國人的進展卻是滯後。根據新的醫療衛生改革，預計拉丁裔美國人將成為新醫療衛生法案的主要受益者。蓋洛普發現，無保險率下降幅度最大（3個百分點）的區塊是落在年收入不足36,000美元的家庭。

### 浪費和詐欺
2011年12月，即將離任的聯邦醫療保險和聯邦醫療補助中心（CMS）主管 Donald Berwick斷言，醫療支出中有20％至30％是浪費。他列舉造成浪費的五個原因：（1）對患者的過度治療（也可稱為不必要的醫療照顧）、（2）服務單位間無法協調、（3）醫療系統的複雜行政作業、（4）繁瑣的規則、（5）詐欺。在美國，估計詐欺性報銷佔所有醫療保健支出的3-10％。2011年，Medicare和Medicaid兩項共支付650億美元的不當付款（包括錯誤支付和詐欺支付）。政府為減少詐欺行為所做的努力包括：美國司法部和聯邦調查局在2012年追回40億美元的詐欺款項、《PPACA》對於詐欺定了更長的入監徒刑，以及成立長者醫療保險巡邏隊（經過訓練的志工，負責識別和報告詐欺行為）。2007年，司法部與美國衛生及公共服務部組建醫療保險詐詐打擊部隊，透過數據分析和增強社區警務來打擊詐欺的行為。截至2013年5月，打擊部隊已對1,500多人提出控訴，這些人提供的虛假帳單，金額超過50億美元。醫療保險詐欺通常採取回扣和洗錢的形式。詐欺方案通常是採取提供不必要的醫療服務，或者未提供服務，但仍計費的形式。

### 護理品質
關於美國醫療系統相對於其他國家/地區，在服務品質方面存有大量爭論。由於對各種醫療保險相關議題的應對，醫療品質是有所進步，例如現在強制要求保險計劃把精神疾病和物質使用疾患患者納入保險，以及PPACA規定不得因患者有既有身體情況而拒保，但需要改進的地方仍有很多。在美國境內，少數種族/族裔和收入較低的人，更有可能支付較高的保險費，而接受的是較低品質的服務。雖然PPACA促成改善，但前述情況仍會阻止一個人去尋求治療。支持全民醫療衛生計劃醫生團體，是一個支持全民醫療衛生，單一支付者醫療衛生系統的倡導組織，聲稱自由市場競爭的解決方案所提供的醫療品質，低於公共提供經費的系統，死亡率較高。同一團體也對健康維持組織和管理式醫療護理的品質提出批評。
根據WHO在2000年的一項研究，工業國家的公共經費系統在醫療衛生上的支出，無論是在GDP的佔比，還是人均支出金額，都有減少，而仍享有優異的醫療衛生成果。但是，保守派評論員戴維·格拉澤，和自由意志主義智庫的加圖研究所（都批評WHO的比較方法存有偏差。WHO的研究對那些接受私人或自行付費做醫療服務的國家都降低評分，並且是與這些國家的預期醫療衛生績效做比較，而不是客觀地在醫療品質上比較。
一些醫學研究人員說，患者滿意度調查不是評估醫療服務的好方法。根據《內科學年鑑》的報告，蘭德公司和美國退伍軍人事務部的研究人員在兩種不同的管理式醫療護理計劃中請236位老年患者對護理做評分，然後檢查病歷中的護理記錄。結果是兩者並無相關性。加利福尼亞大學洛杉磯分校報告的主要作者John T. Chang 說："醫療衛生的患者評分很容易獲得來製作報告，但無法準確地衡量醫療衛生的技術品質。" 

## 輿論

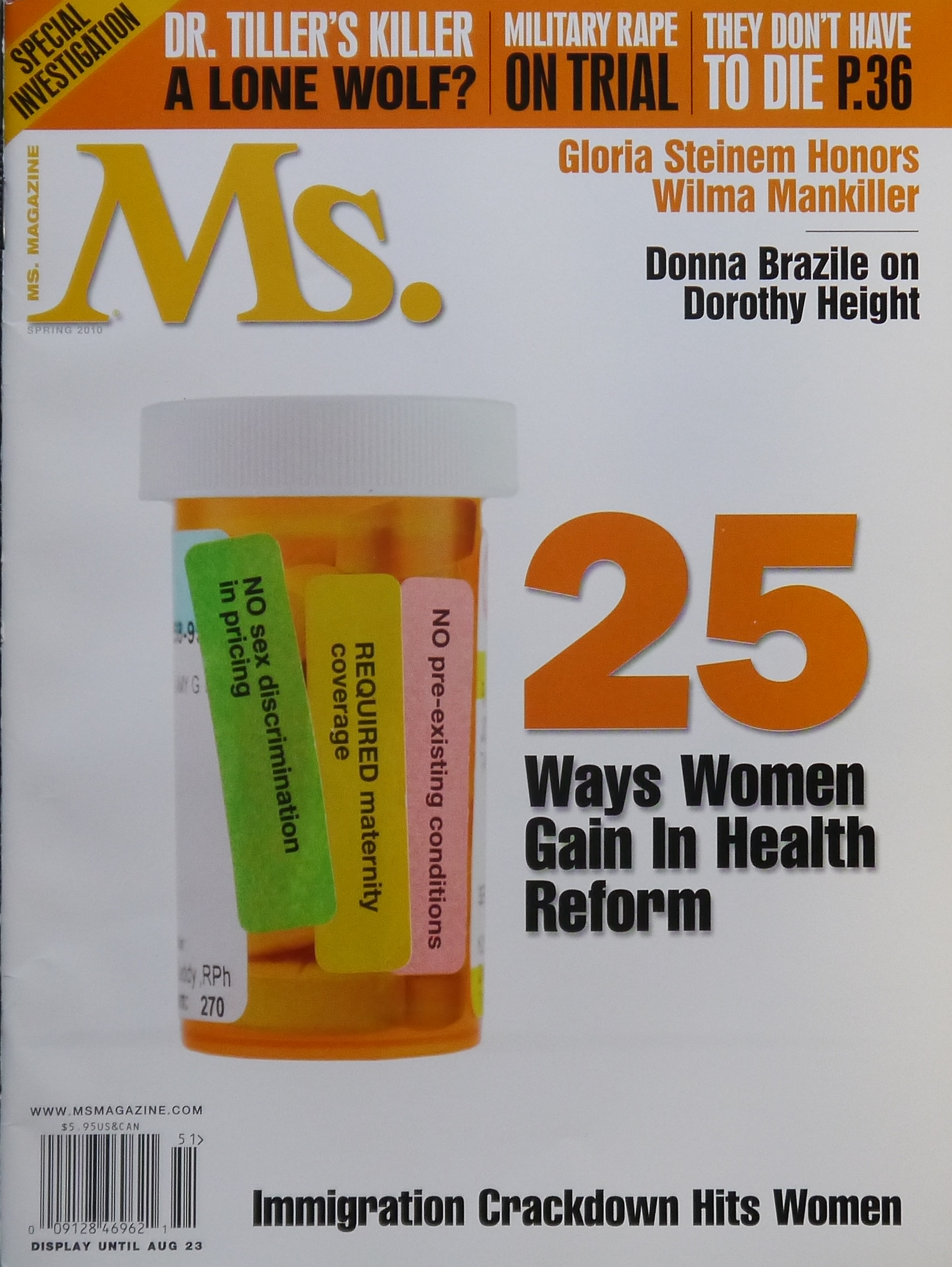
Ms.雜誌，2010年春季醫療衛生改革版

輿論民意調查顯示，大多數公眾支持美國政府在不同層次上參與醫療衛生的工作，而要知道受訪者的偏好，取決於提出問題的方式。1988年來自哈佛大學的民意調查，1990年的《洛杉磯時報》和1991年的《華爾街日報》 的民意調查，均顯示出對類似加拿大的醫療體系的大力支持。但是，最近的民意調查對這類醫療衛生系統的支持有所下降，Yahoo/AP在2007年所做的一項民意調查顯示，有54％的受訪者認為自己是"單一支付者醫療衛生系統"的支持者，根據《洛杉磯時報》和彭博社所做的聯合民意調查，多數人支持好幾項改革，2009年《時代雜誌》的一項民意調查顯示，多數受訪者表示支持"類似全民醫療保險（Medicare for all）提議的全國性單一支付者醫療衛生系統。"拉斯穆森報導在2011年和2012年所做的民意調查顯示，有很多人反對單一支付者醫療衛生系統。其他許多民意調查，也顯示對政府各級參與醫療衛生的支持，包括紐約時報/ CBS新聞和華盛頓郵報/ ABC新聞的民意調查，表明人們對某種形式的全民健康保險表示青睞。凱撒家庭基金會表示有58％的人贊成2009年的全民醫療保險提案等全國醫療衛生計劃，而2017年至2019年4月的支持水平大致相同，當時有56％的人表示支持。昆尼帕大學民意調查中心在2008年對三個州所作的民意調查發現，在傾向支持民主黨的選民中，大多數支持一個能確保"每個美國人都可獲得充分的醫療衛生服務"的政府。
2001年，《健康事務》期刊上的一篇文章，針對美國五十年來對各種醫療保健計劃的輿論做研究，得出結論是，雖然對於"全國醫療衛生計劃"似乎有普遍的支持，但民意調查受訪者"對他們目前的狀況感到滿意。他們不相信聯邦政府能做正確的事，也不贊成採用單一支付者的國家醫療衛生計劃。"調查組織政治事實（Politifact）把麥可·摩爾在2009年發表的聲明定為"假"，他說："多數人實際上想要單一支付者的醫療服務。"根據政治事實的說法，對這些民意調查的回應很大程度上取決於問題的措辭方式。例如，當人們問他們是否想要一個像"Medicare”之類的系統時，人們更會傾向同意。

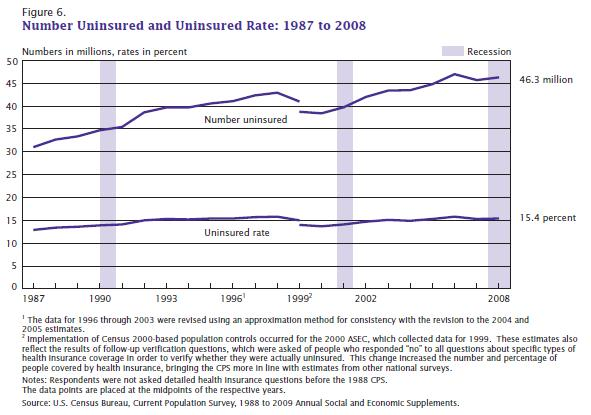
沒有醫療保險的美國人, 從1987年到2008年的各年數字，這是促使醫療改革的重要原因。

## 替代方案和研究方向
對於根據《PPACA》而建立的醫療保險市集，現在有其他的替代方案被提出，將來還會再有，例如單一支付者體系，並容許在聯邦的這一層級對於醫療保險進行監管。
此外，2010年的《PPACA》中包含有條款，允許CMS做前導項目的實驗，如果這些項目能夠成功，則會在將來付諸實施。

### 單一支付者系統
在美國，對通用的單一支付者醫療衛生系統，有許多建議被提出，最近被提出的是《美國國家醫療衛生法案》（通常稱為 HR 676或"全民醫療保險（Medicare for all）"），但沒有一個獲得超過20％的國會議員共同附署（co-sponsorship）。倡導者認為，透過預防醫學支出，每年可節省數千億美元的醫療費用，運用公共經費的全民醫療衛生服務可讓雇主和消費者受益，雇主會因更多潛在投保者加入而支付較低的保費，也可負擔較少的醫療衛生行政費用。也有人主張這樣做可把雇主之間的不平等減少。同樣的，例如癌症患者更有可能在第1期（請參考：癌症分期）就被診斷出來，而在第1期，通常只需要幾次門診即可治愈，而不是到第3期或更後期必須在急診室進行，這樣的治療可能需要住院數年，並且通常已是絕症。有其他人估計，由於預防醫學，長期所節省的費用可達全國醫療衛生支出的40％，但是根據CBO和《新英格蘭醫學雜誌》的估計，預防醫學的費用會更高。
任何全民保險都會透過稅收來部分取代保險費，用來負擔成本，但擁護者們認為，可透過預防醫學、和消除保險公司的管理費用以及醫院帳務費用，來達到節省開支的目的。支持全民醫療衛生計劃醫生團體對於單一支付者系統的分析估計，每年可立即節省3,500億美元。聯邦基金會認為，如果美國採用全民醫療衛生制度，死亡率將會改善，全國每年將可節省約5,700億美元。
最近在各個州（例如2011年在佛蒙特州）頒布的單一支付者系統，可能會成為支持聯邦採用單一支付者系統的有效模型。但是，佛蒙特州的計劃最終卻以失敗收場。
2017年6月1日，有鑑於川普政府最近致力設法廢除《PPACA》，加利福尼亞州民主黨州參議員里卡多·拉拉（Ricardo Lara）提出一項在加利福尼亞州建立單一支付者醫療衛生的法案（SB 562），呼籲其他州參議員加入，迅速採取行動以捍衛醫療衛生系統。這項立法將實施“全民醫療保險法案（Medicare for All）” ，把各級醫療衛生掌握在州政府的手中。拉拉參議員向加利福尼亞州參議院提出的法案，缺乏為這項需要4,000億美元的政策籌措經費的方法。雖然少了這份先見之明，法案仍獲得州參議院的批准，並等待州議會的批准之中。
隨著《PPACA》的實施，加利福尼亞州與其他各州相比，新保險人數的增長幅度最大。隨後，由於加州醫療補助計劃下的醫生人數不足，無法滿足需求，只有25％的醫生要去照顧加州醫療補助計劃之下80％的患者
過去，加利福尼亞州一直難以讓醫療衛生系統有效運作，部分原因是預算不穩定，還有法規複雜。加州在1979年制定一項政策，稱為“江恩限度”（Gann Limit，請參考：1978 California Proposition 13），或稱為“98號提案”，這項政策確保將一部分州資金用於教育系統。如果加利福尼亞州提高稅收以資助新的醫療衛生系統，將需要超過1,000億美元的稅收，會超過江恩限度的上限。為了避免法律糾紛，需要選民修改第98號提案，並從所徵收的稅收撥款作醫療衛生所用，而非用於教育系統。加州在2017年8月1日宣布，次年醫療保險的保費費率將增加12.5％，估計有150萬的受保人會受到影響。

### 公共選項
2013年1月，眾議員簡·夏科夫斯基和其他44位美國眾議院民主黨議員提出 HR 261（H.R. 261），即"減少公共選項赤字法"，該法將修訂2010年的《PPACA》以創建公共選項。這個法案將建立一個政府經營的醫療保險計劃，保費要比私營保險公司低5％至7％。CBO估計，它將在10年內減少1,040億美元的美國國債。

### 平衡醫生供需
Medicare住院醫生醫學教育計劃（請參考：聯邦醫療保險#醫學教育研究所學生）規範美國的醫生供應數量。透過調整報銷比例，讓醫療專業人員間有較平等的收入，得以降低醫療的成本。

### 捆綁式付款
有項關鍵項目可根本改變在Medicare，和Medicaid之下，支付給醫療行業的服務費用。當前的系統，也是醫療保險公司使用的主要系統，被稱為“按服務收費”（FFS），因為執業醫生僅為執行醫療程序而收費，表示醫生有經濟上的動機，去做更多的事（以便產生更多的收入），但可能並不符合患者的長期利益。
當前的系統鼓勵諸如動用外科手術，和開立處方藥之類的醫療處置措施（這些措施都會帶給患者某些風險，但會增加醫療行業的收入），並不會獎勵其他的事項-譬如鼓勵改變行為、改變飲食習慣和戒菸，或有關療程的隨訪，而這些方案可能會產生較低的成本，也為患者帶來較好的結果。當前的FFS系統等於給予服務品質較差的醫院獎勵。有人指出，最好的醫院的再入院率比其他醫院少，讓患者受益，但是一些最差的醫院的再入院率高，反對患者不利，但在FFS的系統下卻可獲得不正當的回報。
CMS正研究透過稱為“捆綁式付款”的項目來獎勵醫療衛生單位的可能性，這種系統不以服務費為基礎，而是以與結果結合的論人計酬支付系統。能產生最好結果的領域將獲得更多回報。有人認為，這種系統會讓醫生更專注以較低的成本，施行實際有益健康的活動，從而消除FFS系統既有的弊端。雖然這個項目是由CMS提供經費所做的醫療衛生模式，但如果它能成功的話，商業醫療保險業也可複製這種模式來使用。

### CMS創新中心
隨著PPACA增加參加保險的人數，並改善許多人的健康狀況，但推動擴展醫療改革尚未到最終階段。由於民主黨人支持擴展，而共和黨人反對擴展，最高法院在全國獨立企業聯盟訴西貝利厄斯案的審判結果，擴展被拒絕。法院裁定，國會根據《美國憲法》第一條行使權力，實施徵稅以支付所有公民的醫療保險的行為屬違憲。如果擴展最終成功的話，Mediaid將成為符合新的聯邦級的全民醫療保險計劃。州政府提供經費給Medicaid的負擔將被減輕。
除了Medicaid擴展的改革之外，還有其他改革，以便透過各種計劃和措施，解決醫療體系中的社會決定因素，以減少醫療支出，並改善健康成果。
在醫療衛生系統的各個區塊中湧現出非關醫療衛生的社會需求（譬如食物不足、住房不足或不穩定的問題），經由聯邦和州的多付款人措施、州或醫療計劃帶動的Medicaid措施，以及醫療單位級別行動的努力，產生找出和解決這些問題的計劃和措施。州和聯邦主要透過贊助CMS創新中心（CMMI），尋求在醫療衛生提供系統的範圍內，滿足基本的社會需求。諸如2016年"盡責健康社區（Accountable Health Communities）"（AHC）模式之類的措施，目的在把Medicare和Medicaid受益人與社區服務聯繫起來，以解決與醫療衛生相關的社會需求，同時提供經費給某些組織，以便它們可有系統地透過篩選、轉診和社區導航服務，來識別和解決那些接受Medicare和Medicaid的人相關的社會需求問題。
這個模式在2017年正式實施，預備在2022年對其在成本和減少住院/門診使用率的影響做評估。在盡責健康社區模式下，用於開發10個篩選工具的經費已撥下，以找出可透過過社區資源來解決的5個不同的患者需求領域（住房不穩定、糧食來源不穩、交通困難、公用事業協助需求，和人際安全）。有越來越多的證據顯示，滿足社會需求有助阻止危害健康的影響，但對社會需求的篩選還不算是已有標準的臨床實踐。在盡責健康社區模式中應用此工具，將有助CMS評估醫療衛生單位與社區組織之間的合作關係，以促進解決成本和品質的問題。因為目前支持關於社會風險的多維篩選的證據基礎還不夠完善，尚不適合做全國性的用途。這一領域仍需做更多研究，以證明社會風險篩選，尤其是對多維領域的篩選是否能夠滿足威爾遜和榮格篩選標準（Wilson and Jungner screening criteria）。

#### 衛生計劃具體措施
由於創新中心的措施都是新的，各種計劃中的減少醫療支出和改善患者健康結果的的支持證據相對不多，但由於許多創新中心的計劃和措施，它們之前規劃好的績效評估時間將屆，預計將在未來幾年內，證據會陸續出現。但是，已有個別的健康計劃/醫院/診所，它們採用較小規模的措施產生更多的證據，讓這些計劃和機構，在其護理範圍之內找出解決健康問題的社會決定因素。

#### 交通運輸
根據最近的研究，交通運輸是影響患者治療效果的關鍵社會決定因素，由於交通運輸障礙，約有360萬人無法獲得必要的醫療護理。此外，這360萬人口比有穩定交通方式的人有更多的身體狀況。但是只要有適當的護理，他們情況就可解決。在某些情況下，這種護理具有成本效益，所節省的醫療費用超過增加的運輸成本。若是無法獲得可靠、平價，和便利的交通運輸，患者會錯過約診，最終是讓醫療費用增高。根據一項交叉研究分析，錯過約診和延誤醫療，每年讓醫療行業產生1,500億美元的成本。沒有交通運輸的患者，也不太可能遵照指示服藥。一項研究發現，有65％的患者認為得到交通運輸協助，會讓他們能夠在出院後按照指示服藥。根據最近發表在《美國醫學會雜誌》上的文章，如來福車（Lyft）和優步（Uber）之類的共乘服務公司可把醫療衛生不平等的條件改善，並可把聯邦政府每年在花在非緊急醫療運輸服務上270萬美元的費用予以降低。一些醫療系統（例如MedStar Health和Denver Health Medical Center）與優步，來福車，還有其他共乘服務公司合作，解決患者的交通問題，並改善收入和護理品質。

#### 住房
隸屬於伊利諾大學醫院與衛生科學系統之下的伊利諾大學醫院，發現大部分急診率高的人也是長期無家可歸的人，而且這些人的醫療成本排名在前10%，每位患者每年的醫療費用從51,000美元到533,000美元不等。伊利諾大學與名為“住房與健康中心”的社區團體合作，於2015年發起“通過住房改善健康”計劃，把長期無家可歸的人，與過渡性住房和個案管理人員聯繫起來。與住房和健康中心合作，參與者的醫療費用下降42％，而最近的研究發現，成本下降 61％。醫院的急診科使用量降低35％。

#### 營養不良
一些醫療計劃利用自己擁有的資源，來解決一些社會建康決定因素（SDOH）中的單一風險。研究顯示，營養不良會導致較高的醫療費用和長期住院，平均每天住院成本將近2,000美元。伊利諾州芝加哥市一家名為Advocate Health Care的盡責護理組織在他們芝加哥地區的四家醫院中實施一項營養護理計劃，由於能把住院期間縮短，並把再入院率降低，在6個月內節省480萬美元的成本（把30天內再入院率降低27％，平均住院時間降低近2天）。

## 川普政府的改制方案
唐納·川普當選總統後，承諾會“廢除並取代”《PPACA》，但實際上川普政府並未對《PPACA》做調整，而是提出由眾議院制定的《2017年美國保健法案》（AHCA），如果這項新的法案獲得通過，有可能導致1,800萬美國人失去醫療保險。
除此之外，川普政府敦促改變有關“公共收費”的政策，將公共福利（例如健康、營養和住房計劃）這些先前被排除在外的項目視為公共收費，這可能會使赴美移民受到這些福利資源被剝奪的影響，從而增加其在審查時被拒絕取得公民資格的可能性。

## 進一步閱讀
- Christensen, Clayton Hwang, Jason, Grossman, Jerome, The Innovator's Prescription （页面存档备份，存于）, McGraw Hill, 2009. ISBN 978-0-07-159208-6.
- Terry L. Leap, Phantom Billing, Fake Prescriptions, and the High Cost of Medicine: Health Care Fraud and What to do about It (Cornell University Press, 2011).
- Mahar, Maggie, Money-Driven Medicine: The Real Reason Health Care Costs So Much （页面存档备份，存于）, HarperCollins, 2006. ISBN 978-0-06-076533-0
- Starr, Paul, The Social Transformation of American Medicine, Basic Books, 1982. ISBN 0-465-07934-2
- Reid, T. R. . Penguin Books. 2009. ISBN 978-1-59420-234-6.

## 外部連結
- 中的“美國醫療改革”